# Elezioni presidenziali in Venezuela del 2000
Le elezioni presidenziali in Venezuela del 2000 si tennero il 30 luglio. Esse videro la vittoria di Hugo Chávez, sostenuto dal Movimento Quinta Repubblica/Polo Patriótico, che sconfisse Francisco Arias Cárdenas, sostenuto da La Causa Radical. Chávez, quindi, fu confermato Presidente del Venezuela.
Si trattò delle prime elezioni tenute dopo il Referendum costituzionale del Venezuela del dicembre 1999 che aveva modificato la Costituzione. In base a questa il nuovo incarico presidenziale aveva la durata di sei anni, a partire dal 10 gennaio successivo alle elezioni.
Per effetto del nuovo assetto legislativo, fu necessario rinnovare tutti gli organi governativi, per cui queste elezioni presidenziali avvennero in concomitanza con le amministrative, le regionali e le legislative, dando luogo ad una tornata elettorale generale che fece parlare anche di "mega-elezioni".
Su 11.720.660 iscritti, i votanti furono 6.637.276, pari al 56,63% degli aventi diritto.

## Risultati
| Candidati                | Partiti                     | Voti      | %     |
| ------------------------ | --------------------------- | --------- | ----- |
| Hugo Chávez              | Movimento Quinta Repubblica | 3 757 773 | 59,76 |
| Francisco Arias Cárdenas | La Causa Radical            | 2 359 459 | 37,52 |
| Claudio Fermín           | Encuentro Nacional          | 171 346   | 2,72  |
| Totale                   | Totale                      | 6 288 578 | 100   |